# クセノパネス

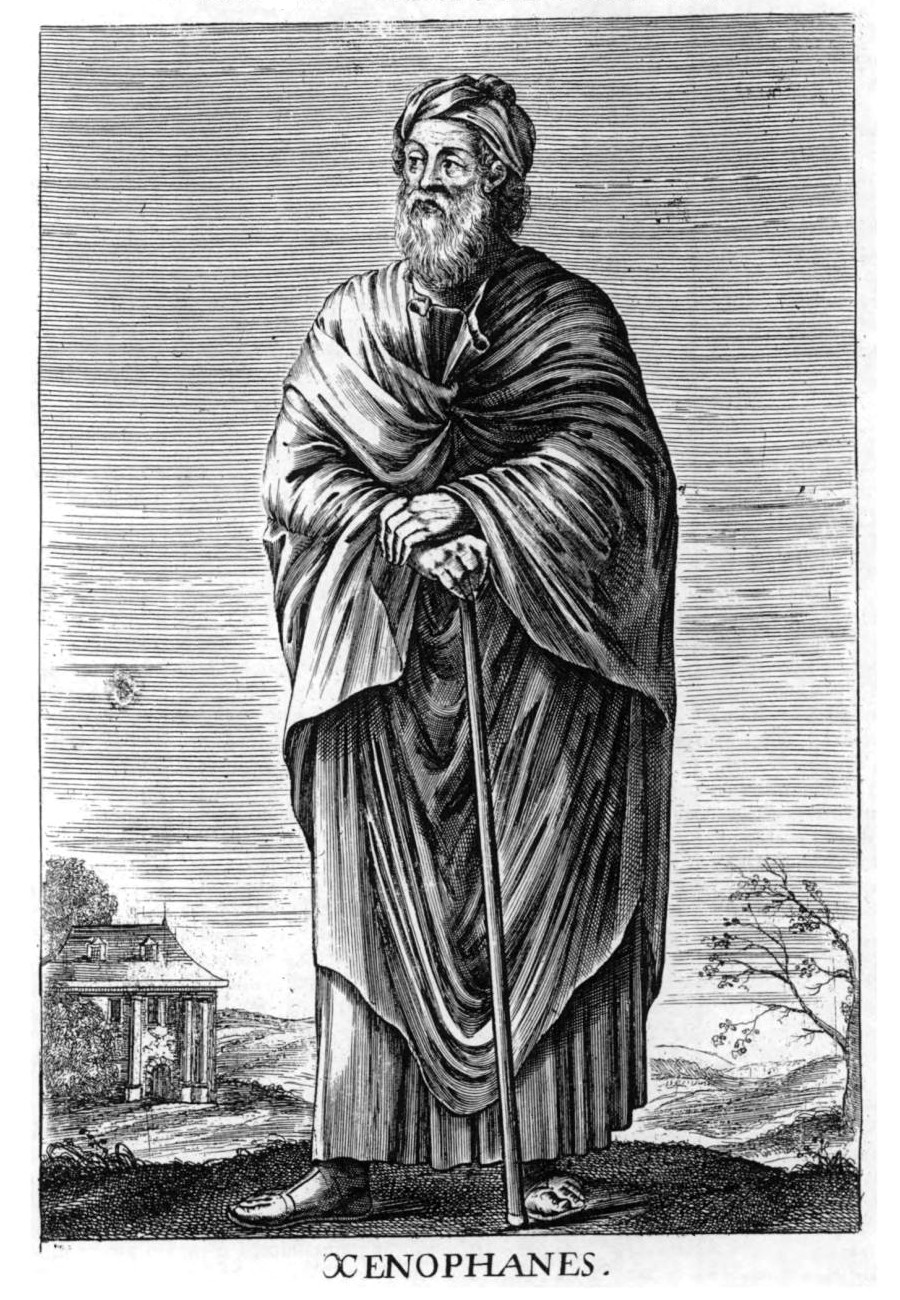
クセノパネス

クセノパネス（古希: Ξενοφάνης、英: Xenophanes）は、紀元前6世紀のギリシア哲学者。クセノファネスと表記されることもある。

## 生涯と業績
イオニア地方のコロポンの人。紀元前545年頃、25歳で故郷を去りシケリアのザンクレで暮らした。エレアへの植民に参加し、カタネでも暮らす。アテナイの哲学者アルケラオスの弟子であるとも言われる。高齢になるまで生き、自分の息子たちの死を看取り葬ったという家庭的な不幸に見舞われている。
体系的哲学者というよりは詩人であり、叙事詩やエレゲイア調・イアンボス調の詩を作り、公衆に対して朗唱した。コロポンの建設やエレアへの植民を主題とした2000行に及ぶ詩を書いたという。一方で、ホメロスを攻撃し、その神々について語っていることを非難した。それは後のプラトンのホメロス批判（詩人追放論）に通じている。

## 思想
ディオゲネス・ラエルティオスの『ギリシア哲学者列伝』によると、存在するものの構成要素（ストイケイア）は4つであると主張した。
他方で、他の文献の言及によると、万物の根源（アルケー）を、「土」（あるいは「土」と「水」）と主張したとされる。
また、
- 神の本性は球状であり、人間と少しも似たところがない。そして全体が知性であり思慮であって永遠なものである。
- 生じるものはすべて滅び、魂は気息（プネウマ）である。

と主張した。

## 逸話
- エンペドクレスが賢者を見つけ出すことができないと言ったとき、「賢者を見つけようとする者は、その人自身が賢者でなければならない」と言った[2]。
- ヘルミオネのラソスからサイコロ遊びに誘われた際、それを断ると「臆病者」と呼ばれたので、「恥ずべき事柄に関しては、私は臆病なのだよ」と答えた[3]。

## 参考
- H. Diels and W. Kranz (eds.), Die Fragmente der Vorsokratiker, 6th edn. Zurich 1968 (standard work; much superior to Kirk/Raven)
- B. Gentili and C. Prato (eds.), Poetarum Elegiacorum Testimonia et Fragmenta 1, Leipzig 1988 (best Greek text available)
- J.H. Lesher (ed.), Xenophanes. Fragments, Toronto 1992 (best English edition and translation)
- U. De Young, "The Homeric Gods and Xenophanes' Opposing Theory of the Divine", 2000
- W. Drechsler and R. Kattel, "Mensch und Gott bei Xenophanes", in: M. Witte, ed., Gott und Mensch im Dialog. Festschrift für Otto Kaiser zum 80. Geburtstag, Berlin – New York 2004, 111-129
- H. Fränkel, "Xenophanesstudien", Hermes 60 (1925), 174-192
- E. Heitsch, Xenophanes und die Anfänge kritischen Denkens. Mainzer Akademie der Wissenschaften und der Literatur, Abh. d. Geistes- und Sozialwiss. Kl., 1994, H. 7
- W. Jaeger, The Theology of the Early Greek Philosophers, Gifford Lectures 1936, repr. Westport, Ct. 1980
- K. Jaspers, The Great Philosophers 3, New York etc. 1993
- R. Kattel, "The Political Philosophy of Xenophanes of Colophon", Trames 1(51/46) (1997), 125-142
- O. Kaiser, "Der eine Gott und die Götter der Welt", in: Zwischen Athen und Jerursalem. Studien zur griechischen und biblischen Theologie, ihrer Eigenart und ihrem Verhältnis, Berlin - New York 2003, 135-152
- K. Ziegler, "Xenophanes von Kolophon, ein Revolutionär des Geistes", Gymmasium 72 (1965), 289-302
- ワインバーグ 「科学の発見」 (1）To Explain the World The discovery of modern science（2016）